# Municipio de Sandy (condado de Tuscarawas)
El municipio de Sandy (en inglés: Sandy Township) es un municipio ubicado en el condado de Tuscarawas en el estado estadounidense de Ohio. En el año 2010 tenía una población de 2979 habitantes y una densidad poblacional de 47,65 personas por km².

## Geografía
El municipio de Sandy se encuentra ubicado en las coordenadas 40°37′9″N 81°21′39″O / 40.61917, -81.36083. Según la Oficina del Censo de los Estados Unidos, el municipio tiene una superficie total de 62.51 km², de la cual 62.5 km² corresponden a tierra firme y (0.02%) 0.01 km² es agua.

## Demografía
Según el censo de 2010, había 2979 personas residiendo en el municipio de Sandy. La densidad de población era de 47,65 hab./km². De los 2979 habitantes, el municipio de Sandy estaba compuesto por el 97.48% blancos, el 0.57% eran afroamericanos, el 0.13% eran amerindios, el 0.44% eran asiáticos, el 0.03% eran isleños del Pacífico, el 0.23% eran de otras razas y el 1.11% pertenecían a dos o más razas. Del total de la población el 0.5% eran hispanos o latinos de cualquier raza.